# Pediasia aridalis
Pediasia aridalis là một loài bướm đêm trong họ Crambidae.